# Jürgen Herrlein
Pour les articles homonymes, voir Herrlein.
Jürgen Herrlein (né en 1962 à Ratisbonne) est un avocat allemand et un historien des étudiants.

## Biographie
Herrlein grandi à Ratisbonne (Allemagne) et à Friedrichsdorf/Taunus. Après l'obtention du diplôme scolaire en 1981 au lycée Impératrice-Frédéric à Bad Homburg en 1982, il fait ses études à la faculté de droit de l’université Johann Wolfgang Goethe de Francfort-sur-le-Main où il obtient la licence en droit en 1994. En 1987, il devient membre du Corps Austria Frankfurt am Main. Après l’achèvement des études et du stage judiciaire Herrlein commence sa carrière d'avocat en 1994 à Francfort-sur-le-Main. Jusqu'en 2000, il était partenaire égal en droits dans une très grande étude d’avocats, puis jusqu’en 2007, associé-gérant d'un cabinet d’avocat et d’une société de conseil fiscal. Dès lors, il travaille dans son cabinet d'avocat fondé soi-même. En 2000, il s’est spécialisé en droit fiscal, 2005, en droit au bail et de la propriété d’habitation. Depuis le premier semestre 2005/2006, il enseigne le droit à l'université de Francfort-sur-le-Main. En 2006, il a été éditeur du périodique Neue Zeitschrift für Miet- und Wohnungsrecht (NZM), qui apparaît aux Editions CH Beck. Herrlein est un membre de la Corpo Austria (réception 1987), Borussia-Polonia (1999), Silesia (de) (2000), Masovia (2002) et Tigurinia (de) (2007). 
Le magazine Wirtschaftswoche a compté Herrlein parmi les 25 premiers avocats en droit au bail en 2010. 
L'auteur juridique Herrlein traite essentiellement le droit au bail et de la propriété d’habitation ainsi que le droit fiscal. Ses publications historiques traitent principalement de l'histoire des corporations étudiantes.

## Œuvres littéraires
Jusqu’à présent, Herrlein a publié plus de 90 livres et articles.

### Publications juridiques
- Jürgen Herrlein, Ronald Kandelhard (Hg.): Praxiskommentar Mietrecht, Recklinghausen: ZAP-Verlag, 4. Aufl. 2010,  (ISBN 978-3-89655-488-8)
- Lutz Eiding, Lothar Ruf, Jürgen Herrlein: Öffentliches Baurecht in Hessen für Architekten, Bauingenieure und Juristen, München: C. H. Beck, 2. Aufl. 2007,  (ISBN 978-3-406-55716-3)
- Jürgen Herrlein, Nikolaj Fischer: Kauf, Miete und Unterbringung von Pferden, Berlin: VWF, 2006,  (ISBN 978-3-89700-436-8)
- Steuerrecht in der mietrechtlichen Praxis, Bonn: Deutscher AnwaltVerlag, 2007,  (ISBN 978-3-89655-266-2),  (ISBN 978-3-8240-0907-7)

### Publications historiques
- Die akademische Verbindung Austria Wien, in: Einst und Jetzt, Jahrbuch des Verein für corpsstudentische Geschichtsforschung, Bd. 37, 1992, 293 ff.
- Der Mainzer Revolutionär Paul Stumpf und seine Ahnen, in: Genealogie 1998, S. 356 ff.
- Genealogie der Familie Rothamer aus Rotham bei Straubing, in: Blätter des Bayerischen Landesvereins für Familienkunde, 2002, 37 ff.
- Corps Austria – Corpsgeschichte 1861-2001, Frankfurt am Main 2003
- Jürgen Herrlein, Silvia Amella Mai (Hg.): Josef Neuwirth (1855-1934), Von der Wiege bis zur Bahre, Autobiographie, Frankfurt am Main 2009
- Jürgen Herrlein, Silvia Amella Mai: Heinrich Beer und seine studentischen Erinnerungen an Breslau 1847 bis 1850, Hilden: WJK-Verlag 2009,  (ISBN 978-3-940891-27-3)
- Jürgen Herrlein, Silvia Amella Mai: Georg Zaeschmar und seine studentischen Erinnerungen an Breslau 1873 bis 1875, Hilden: WJK-Verlag 2010,  (ISBN 978-3-940891-35-8)

## Littérature
- Friedhelm Golücke: Herrlein, Jürgen, in: Friedhelm Golücke (Hrg.), Verfasserlexikon zur Studenten- und Universitätsgeschichte, Köln: Sh-Verlag 2004, S. 143-144,  (ISBN 3-894-98130-X)